# Brian Shorter
Brian William Shorter (nacido el 28 de noviembre de 1968 en Filadelfia, Pensilvania) es un exjugador de baloncesto estadounidense. Con 1,98 de estatura, su puesto natural en la cancha era el de ala-pívot. 

## Trayectoria

### Clubes
| Club                        | País           | Año         |
| --------------------------- | -------------- | ----------- |
| BC Oostende                 | Bélgica        | 1991 - 1993 |
| Barangay Ginebra San Miguel | Filipinas      | 1993        |
| ÉB Pau-Orthez               | Francia        | 1993        |
| Fort Wayne Fury             | Estados Unidos | 1994        |
| Andino                      | Argentina      | 1994 - 1995 |
| Pallacanestro Trieste       | Italia         | 1995        |
| Peñas Huesca                | España         | 1995        |
| Andino                      | Argentina      | 1996 - 1997 |
| Black Hills Posse           | Estados Unidos | 1997 - 1998 |
| Guaiqueríes de Margarita    | Venezuela      | 1998        |
| Pallacanestro Trieste       | Italia         | 1998        |
| Virtus Ragusa               | Italia         | 1998        |
| Roseto Basket               | Italia         | 1998 - 1999 |
| Viola Reggio Calabria       | Italia         | 1999 - 2000 |
| CB Girona                   | España         | 2000        |
| Virtus Ragusa               | Italia         | 2001 - 2002 |
| Andrea Costa Imola          | Italia         | 2002 - 2003 |
| Juvecaserta Basket          | Italia         | 2003 - 2004 |
| Pallacanestro Firenze       | Italia         | 2004 - 2007 |
| Basket Massafra             | Italia         | 2007 - 2008 |
| Pallacanestro Catanzaro     | Italia         | 2008 - 2009 |
| Pallacanestro Gorizia       | Italia         | 2009 - 2010 |